# Natatolana oculata
Natatolana oculata är en kräftdjursart som beskrevs av Ernst Vanhöffen 1914. Natatolana oculata ingår i släktet Natatolana och familjen Cirolanidae. Inga underarter finns listade i Catalogue of Life.